# Pârâul Mare, Râmnicel
Pârâul Mare este un curs de apă, afluent al râului Râmnicel. 